# Rija
Rija (официальное название Filmu studija «Rija») — латвийская анимационная студия. Студия Rija была основана 1995 году, главной деятельностью студии является анимация, продюсирование спецфильмов и документальных фильмов, распространение и предоставление различных услуг в процессе производства фильмов. Директор и продюсер студии является Вилнис Калнаэллис. Студия «Rija» принимала участие более чем 40 проектах, таких например как: «Трио из Бельвилля» (Сильвен Шомэ, 2003), «Бессонница» (Владимир Лещёв, 2004), Проглотить жабу (Юргис Красонс, 2010), Кирику и колдунья (Мишель Осело, 1998), Лотте и тайна лунного камня (Хейки Эрниц, 2011), Kad aboli ripo (2009), В тумане (Сергей Лозница, 2012), Золотой конь («Zelta Zirgs», 2013). Студия сотрудничает с такими известными брендами, как Les Armateurs, Paramount, Sony, Dreamworks, A Film.
В 2012 году с фильмом «В тумане» была представлена на в программе 65-го Каннского кинофестиваля. Киностудия Rija в 2013 году представляло латвийское кино на American Film Fest. В том же году с анимационным фильмом «Золотой конь» Rija участвовала в Берлинском фестивале European Film Market.